# Halfsnavelbekken
Halfsnavelbekken (Hemiramphidae) vormen een familie van vissen uit de orde geepachtigen (Beloniformes).

## Kenmerken
Het kenmerkende aan de halfsnavelbekken is dat de onderkaak in lengte vele malen langer is dan de bovenkaak. Vissen uit deze familie worden tussen de 5 en 55 centimeter (Hemiramphus brasiliensis) lang.

## Leefwijze
Het zijn roofvissen en jagen op kleine vissen (de zoetwatervissen ook op insecten) aan het wateroppervlak.

## Verspreiding en leefgebied
De vissen leven in tropische en subtropische zones in de Atlantische, Indische en Grote Oceaan. Sommige soorten uit deze familie leven in zoet water en komen hoofdzakelijk in Zuid-Amerika voor.

## Systematiek
Uit een fylogenetische studie in 2004 bleek de familie monofyletisch te zijn.
De familie Hemirhamphidae wordt in drie clades verdeeld, de eerste omvat de geslachten Euleptorhamphus, Hemiramphus en Oxyporhamphus is de zustergroep van de Vliegende vissen (Exocoetidae). De tweede clade, met de geslachten Arrhamphus en Hyporhamphus is de zustergroep van een clade uit de Gepen (Belonidae) en van de Zenarchopteridae. Deze laatste familie Zenarchopteridae was voorheen een onderfamilie (Zenarchopterinae) in deze familie maar is nu gepromoveerd tot zelfstandige familie en is de zusterfamilie van de Gepen (Belonidae).

## Taxonomie
De familie is volgens ITIS onderverdeeld in de volgende onderfamilies, geslachten, ondergeslachten en soorten
Hierbij is de familie Zenarchopteridae nog als onderfamilie Zenarchopterinae ingedeeld.

## Onderfamilies
- Hemiramphinae
- Zenarchopterinae